# 敦煌文艺出版社
敦煌文艺出版社是一家位于中国甘肃省兰州市的出版社，现为读者出版传媒的子公司。
文化大革命前，甘肃人民出版社就曾成立过敦煌文艺出版社，作为副牌。当时成立的敦煌文艺出版社存在非常短暂，1958年5月成立，到1962年1月就被撤销。1989年7月，甘肃人民出版社以文艺编辑室为基础，再次成立敦煌文艺出版社，作为甘肃人民出版社所属的文艺书籍出版社。
2006年1月，甘肃省人民政府以甘肃人民出版社为基础组建了读者出版集团，敦煌文艺出版社改属读者出版集团。2009年12月，为谋求股改上市，读者集团联合多家企业发起了读者出版传媒。读者集团用净资产出资方式，将敦煌文艺出版社等六家出版社注入读者出版传媒。2013年9月，敦煌文艺出版社完成改制，成为读者出版传媒的子公司。2015年12月，读者出版传媒成功在上海证券交易所股票上市。
敦煌文艺出版社出版的《中国石窟图文志》曾获第十四届国家图书奖，《敦煌古乐》摘得第二届五个一工程奖。